# Milan Richter
Milan Richter (* 8. listopadu 1975 Praha) je pražský politik (ODS) a podnikatel v oblasti luxusní módy. Dvakrát (v letech 2002 až 2006 a 2010 až 2013) byl starostou městské části Praha 10.
Richter byl už před svým zvolením celopražským radním pro kulturu v roce 2006 pražské veřejnosti dobře známým politikem, jelikož byl od roku 2002 starosta jedné z největších městských částí - Praha 10, kterým se stal jako v té době nejmladší ze starostů. Další zájem o jeho osobu vyvolal spor o systém kulturních grantů a mezi roky 2007–2009 i vztah s bývalou Miss World Taťánou Kuchařovou. V roce 2010 se stal náměstkem pražského primátora a spadal pod něj mj. boj proti korupci, čerpání fondů EU a informatika (mj. projekt OpenCard).

## Studia
Milan Richter vystudoval Bankovní institut vysokou školu v Praze (v té době vyšší odborná škola) a Provozně ekonomickou fakultu České zemědělské univerzity v Praze.

## Politické aktivity
Richter byl zvolen do zastupitelstva městské části Praha 10 v roce 1998. V Praze 10 mezi roky 1999-2002 předsedal Informační komisi. Od roku 2002 byl starostou Prahy 10 (v 27 letech byl nejmladším starostou v Praze). Po komunálních volbách v roce 2006 se stal uvolněným radním hlavního města Prahy pro oblast kultury, památek, cestovního ruchu a volnočasových aktivit a neuvolněným radním městské části Praha 10. V lednu 2010 byl zvolen náměstkem pražského primátora. V této pozici vystřídal členku SNK-ED Markétu Reedovou, která ze své funkce odstoupila.
Blízkým spolupracovníkem Milana Richtera je kontroverzní politik Tomáš Hrdlička. Právě s Hrdličkou a také s Romanem Janouškem byl v srpnu 2011 na dovolené na řeckém ostrově Korfu ve vile Marka Dospivy, spolumajitele firmy Penta. Přičemž Penta měla získat pozemky, hotel a byznyscentrum Kongresového centra Praha za jeho oddlužení a Richter byl v září 2010, kdy se tento plán schvaloval, předsedou představenstva Kongresového centra Praha a radním hlavního města Prahy.
V únoru 2014 rezignoval na post zastupitele Městské části Praha 10, ale v komunálních volbách v roce 2014 znovu kandidoval a byl zastupitelem znovu zvolen, když vedl tamní kandidátku ODS (vlivem preferenčních hlasů sice klesl na 3. místo, ale vzhledem k zisku 3 mandátů pro ODS to na zvolení zastupitelem ještě stačilo). Na přelomu května a června 2016 znovu rezignoval na post zastupitele Městské části Praha 10.

### Stranické funkce
Milan Richter je členem ODS, kde zasedá v pražské regionální radě strany a předsedá oblastnímu sdružení v Praze 10.

### Působení v pozici radního pro kulturu
Během sporů o způsobu udílení grantů mezi pražská divadla a kulturní instituce, jež probíhají od roku 2007, kdy pražské komerční divadlo Ta Fantastika podalo (a opět stáhlo) žalobu na stát, byly pozastaveny příspěvky na provoz divadel. Novopečený radní Milan Richter poté prosadil nový grantový systém, jemuž má podléhat rozdělování finančních prostředků. Jeho součástí je také tzv. dotace na vstupenku, na níž má být vynakládáno 25 % veřejných prostředků; to znamená, že divadlo dostane tím více prostředků, čím více utrží na vstupenkách. To ohrožuje především nezisková a experimentální divadla, která mají malý počet míst, popř. vstupné nevybírají, zatímco velká, např. muzikálová divadla či zisková divadla zaměřená na turisty z tohoto balíku získala nejvíce.
| „                                           | Z mého pohledu je např. provozování divadla stejným podnikáním jako prodávat rohlíky. | “ |
| — M. Richter v online rozhovoru 29. 8. 2007 |                                                                                       |   |

Návrh, který tak nerozlišuje mezi komerčním a neziskovým sektorem, vzbudil svou kontroverzí odpor části umělecké obce i veřejnosti, jehož výrazem se stala petice Za Prahu kulturní. Přestože petici k 24. 4. 2008 podepsalo přes 9 000 osob, označoval radní Richter její signatáře jako skupinku divadelníků, kterým „jde prostě o peníze“, a neuznával ji jako výraz obecné nespokojenosti s kulturní politikou Hlavního města Prahy. 24. 4. tak proběhla demonstrace u pražského magistrátu, na níž byli nicméně přítomni také zastánci Richterovy politiky, zejména z řad příznivců soukromých divadel. Požadavky petice byly odmítnuty.
Protože podpisů přibývalo (ke 4. 6. je jich již 28 660) a petice stále nebyla projednávána, vyhlásili signatáři Dny neklidu, jež měly upozornit na kritickou situaci v pražské kulturní sféře. Milan Richter celé dění označoval za nátlakovou akci části pražských umělců. Dny neklidu vyvrcholily 29. května, kdy proběhla před pražským magistrátem další demonstrace: bylo požadováno Richterovo odstoupení a probíhaly nejrůznější performance; zazněl také anonymní hit, který mixuje Richterův rozhlasový projev s podobnými výroky v proslovu Milouše Jakeše na Červeném Hrádku 17. července 1989. Poté protestující vešli na zasedání magistrátu a protože projednávání petice (šlo o poslední řádný termín) nebylo na programu, přerušili je křikem a zpěvem. Protože protestující nepustili ke slovu ani primátora Pavla Béma, bylo jednání přerušeno.
Na počátku června 2008 se situace mění. Primátor Bém sice nadále nehodlá Milana Richtera odvolat, prohlásil však, že navrhne zrušení dotace na vstupenku.

## Dění v Praze 10 v době funkčního období Milana Richtera
V roce 2012 získala Praha 10 titul Město stromů. Pořadatel soutěže, Nadace Partnerství, tak ocenil pokračování Prahy 10 v projektu Strom za narozené dítě, soutěž Dvorek roku, vytvoření naučné Zelené stezky Vršovic a Vinohrad, odborné semináře a přednášky a oblíbené vlastivědné vycházky. Během roku 2012 se Praha 10 rovněž umístila na třetím místě soutěže Město pro byznys.

## Soukromý život
Spoluvlastní rodinnou firmu zaměřenou na luxusní módu Salon Richter, která má sídlo na Vinohradské ulici v Praze 2.
Ve volném čase se věnuje opravám starých vozidel.